# I Wish My Brother George Was Here
I Wish My Brother George Was Here é o álbum de estreia do rapper Del The Funky Homosapien, lançado no dia 10 de outubro de 1991 pela Elektra Records e produzido pelo seu primo, o também rapper Ice Cube. Ficou em 24° lugar na lista Heatseekers Albums da Billboard, e 48° lugar no Top R&B/Hip Hop Albums.

## Avaliações
Fred Thomas do AllMusic deu 4.5 estrelas de 5, e afirmou: "Del tem ditado suas próprias regras desde o inicio, o sonho lúcido e as observações cotidianas de I Wish My Brother George Was Here são os primeiros e um dos melhores exemplos disso, resultando num trabalho incrível".

## Músicas
| N.º | Título                             | Duração |  |
| 1.  | "What Is a Booty"                  | 3:43    |  |
| 2.  | "Mistadobalina"                    | 4:17    |  |
| 3.  | "The Wacky World of Rapid Transit" | 3:17    |  |
| 4.  | "Pissin' on Your Steps"            | 3:29    |  |
| 5.  | "Dark Skin Girls"                  | 4:28    |  |
| 6.  | "Money for Sex"                    | 3:42    |  |
| 7.  | "Ahonetwo, Ahonetwo"               | 2:46    |  |
| 8.  | "Prelude"                          | 0:21    |  |
| 9.  | "Dr. Bombay"                       | 4:37    |  |
| 10. | "Sunny Meadowz"                    | 4:26    |  |
| 11. | "Sleepin' on My Couch"             | 3:18    |  |
| 12. | "Hoodz Come in Dozens"             | 3:48    |  |
| 13. | "Same Ol' Thing"                   | 4:20    |  |
| 14. | "Ya Lil' Crumbsnatchers"           | 1:31    |  |